# Kočkov (Ústí nad Labem)
Kočkov (německy Gatschken) je částí Ústí nad Labem. Jedná se o menší čtvrť tvořenou převážně rodinnými domy a několika zahrádkářskými osadami. Nachází se na severním kraji města u sídlišť Severní Terasa a Stříbrníky, sousedí s obcí Chuderov. Je součástí obvodu Ústí nad Labem-Severní Terasa. Díky blízkosti a stavebnímu propojení býval spojen do základní statistické jednotky Kočkov-Stříbrníky, v údajích z roku 2011 je ovšem uváděn opět samotný. Nachází se v nadmořské výšce 338 metrů. Stojí zde budova Českého hydrometeorologického ústavu.

## Historie
Doložení osady pochází z roku 1589, kdy byla součást panství Chuderov. Zahrnovala i samotu Ovčín na návrší nad obcí. Původní jméno znělo Kačkov a uvádí se, že odkazoval na zdomácnělé jméno první majitelky Kateřiny. Vlivem německého nářečí byl postupně zkomolen do tvaru Kočkov. Menší rozvoj zaznamenala osada ve 30. letech 19. století, kdy byla rozšířena o takzvaný Nový Kočkov. Celá obec spadala do katastru Chuderova, který až do roku 1848 spadal pod panství březnicko-všebořické. V roce 1887 zde stálo 43 domů a bydlelo v nich 206 obyvatel. Dalším rozšiřováním se osada propojovala se Stříbrníky. Začátkem 60. let 20. století byla zbořena výklenková kaple z 19. století. Roku 1970 zde žilo 300 lidí a o rok později, kdy již probíhala výstavba přilehlého sídliště Severní Terasa, byla obec připojena k Ústí nad Labem. V následujícím desetiletí byla postavena budova Českého hydrometeorologického ústavu, kde se měří hodnoty pro vyvýšené části Ústí nad Labem, které se významně liší vlivem terénu a rozdílných nadmořských výšek oproti stanicím v centru města. Po revoluci zde byla vystavena řada nových domů a několik vil.

## Přírodní poměry
Kočkov se nachází na svazích Velkého Brandu s vrcholem ve výšce 436 metrů sousedícím s Erbenovou vyhlídkou s vrcholem v nadmořské výšce 420 metrů. Oba kopce jsou magmatického původu a spadají pod celek Českého středohoří. Díky své nadmořské výšce jsou zde široké výhledy na zbytek města, Krušné hory a Milešovskou část Českého Středohoří. Nad budovou hydrometeorologického ústavu stojí památná, více než 200 let stará Lípa srdčitá s výškou přes 20 m.
Těsně pod čtvrtí protéká Chuderovský potok pojmenovaný po vedlejší vesnici. Ten se později vlévá do Klišského potoka a následně do Bíliny v centru. Ve středu Kočkovské ulice se nachází studánka Pod Kopečkem.

## Obyvatelstvo
Při sčítání lidu v roce 1921 zde žilo 170 obyvatel (z toho 86 mužů), z nichž byl jeden Čechoslovák a 169 Němců. Kromě deseti evangelíků a jednoho člověka bez vyznání se hlásili k římskokatolické církvi. Podle sčítání lidu z roku 1930 měla vesnice 159 obyvatel: devět Čechoslováků a 150 Němců. Z nich bylo 174 katolíků, tři evangelíci a devět lidí bez vyznání.
| Rok            | 1869 | 1880 | 1887 | 1890 | 1900 | 1910 | 1921 | 1930 | 1950 | 1961 | 1970 | 2011 |
| -------------- | ---- | ---- | ---- | ---- | ---- | ---- | ---- | ---- | ---- | ---- | ---- | ---- |
| Počet obyvatel | 205  | 208  | 206  | 223  | 242  | 204  | 170  | 159  | 321  | 307  | 300  | 249  |
| Počet domů     | 40   | 43   | 43   | 41   | 43   | 31   | 31   | 32   | 48   | -    | -    | 84   |

## Doprava
Celou obcí prochází podle ní pojmenovaná ulice Kočkovská vedoucí ze Severní Terasy do Chuderova. Další ulice Lužická končí poblíž Erbenovy vyhlídky. V roce 2018 nebyla čtvrť obsluhována žádnou linkou městské hromadné dopravy, pouze příměstskými linkami Dopravy ústeckého kraje čísel 453 a 454 se zastávkami Kočkov a Na Kopečku. Nejbližšími zastávky obsluhovanými Dopravním podnikem Ústí nad Labem jsou Mírová na Severní Terase a Orlická na Stříbrníkách. 

## Galerie

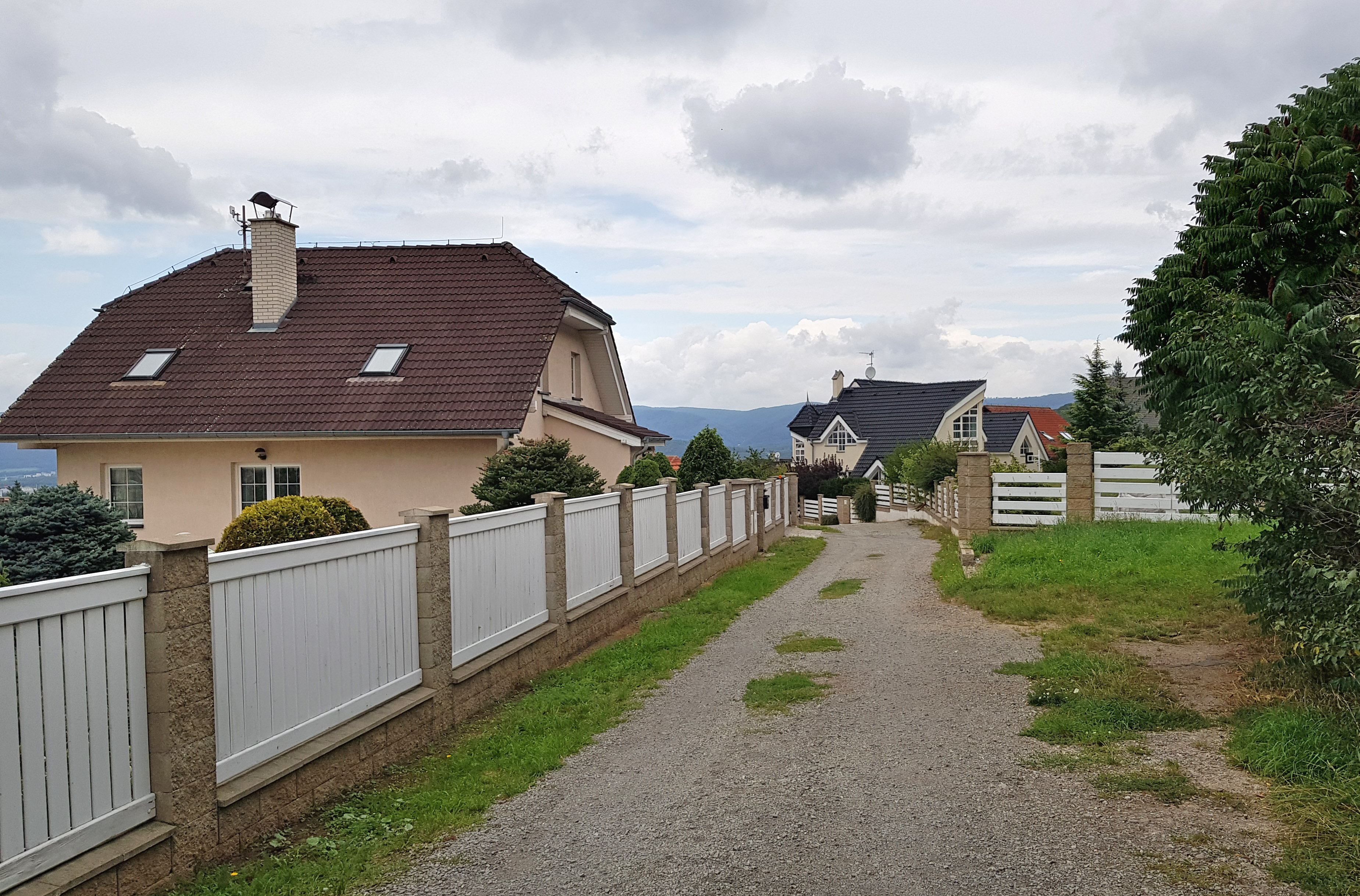
Ulice Průchozí
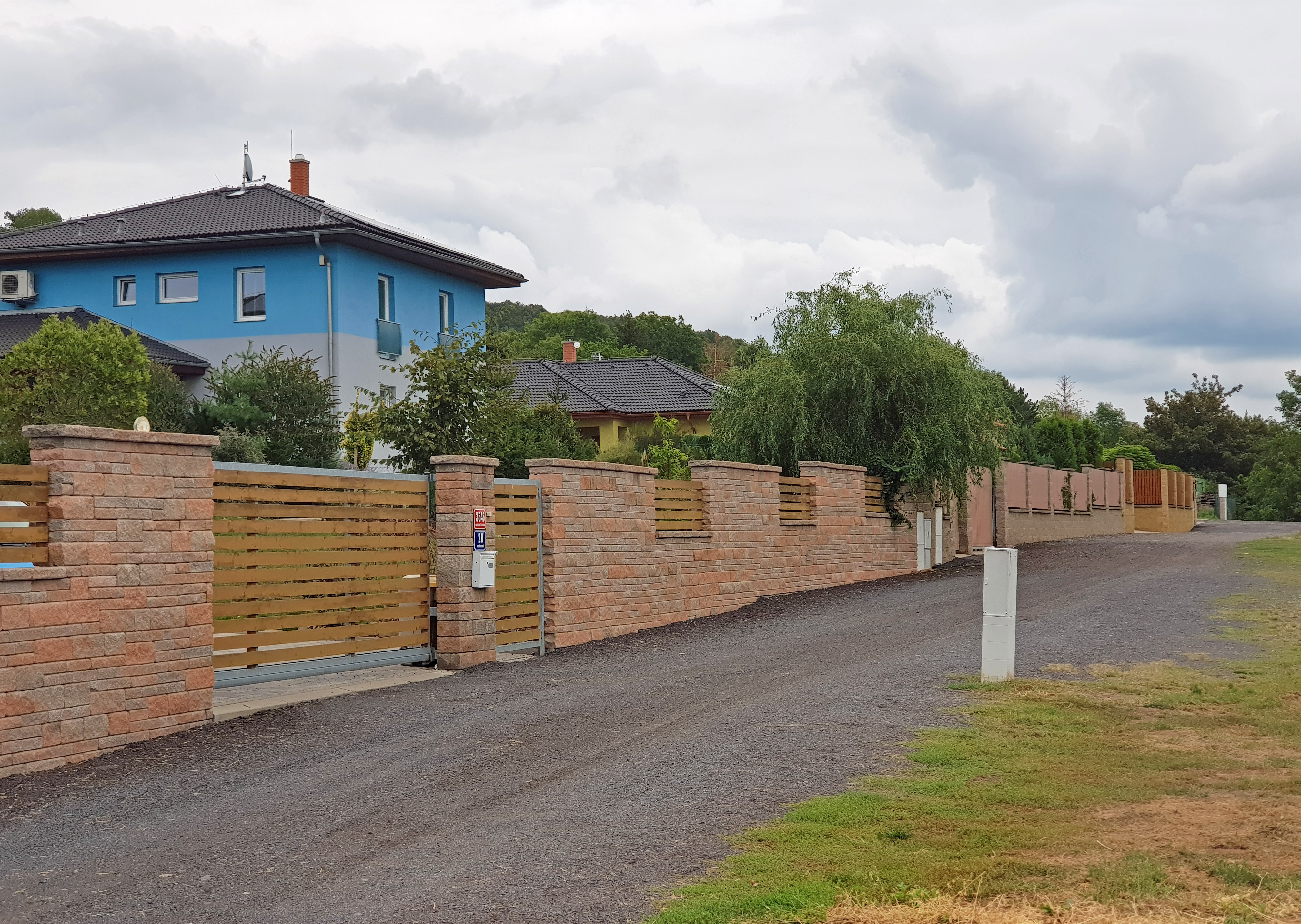
Postranní větev Kočkovské ulice
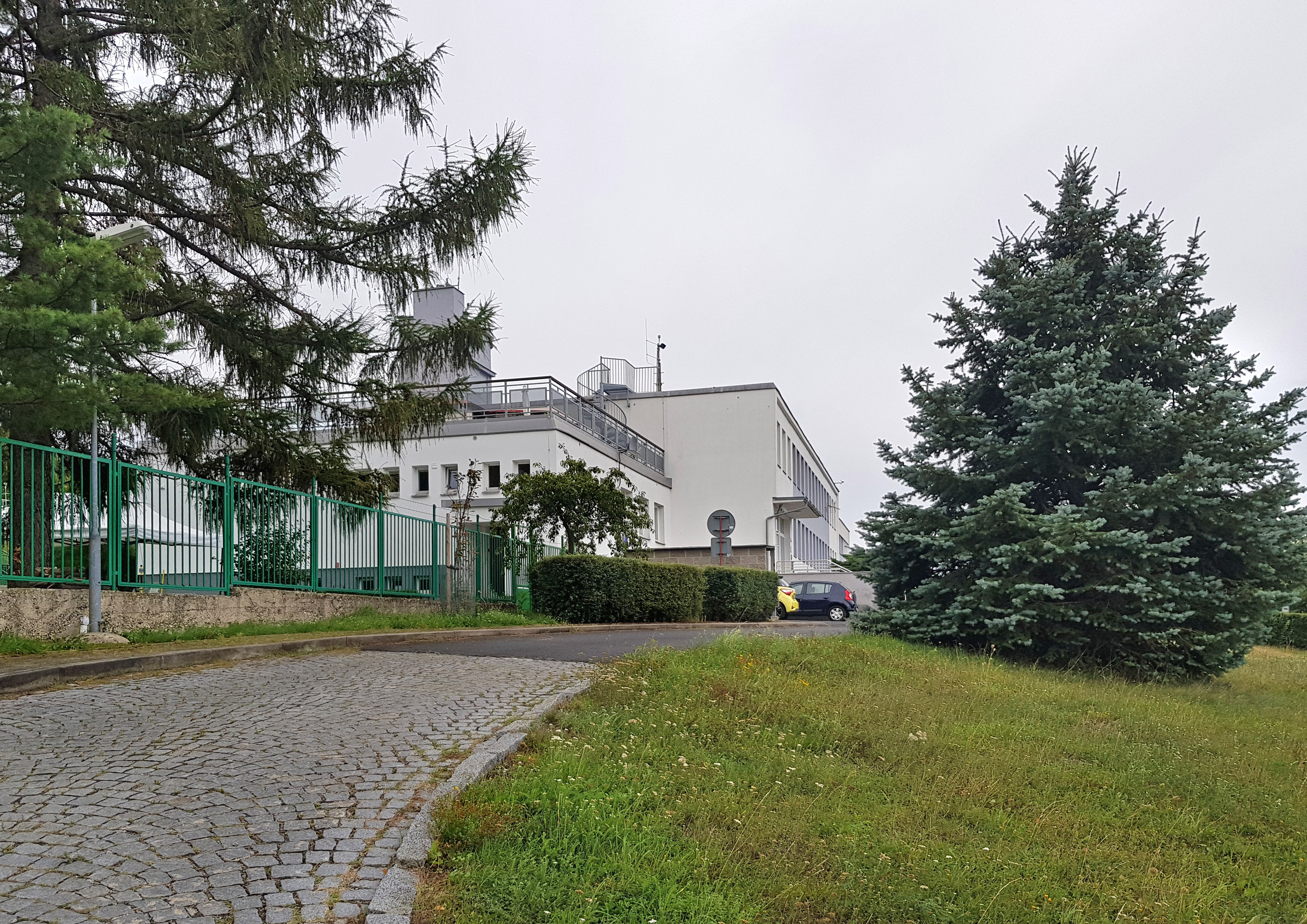
Pobočka Českého hydrometeorologického ústavu
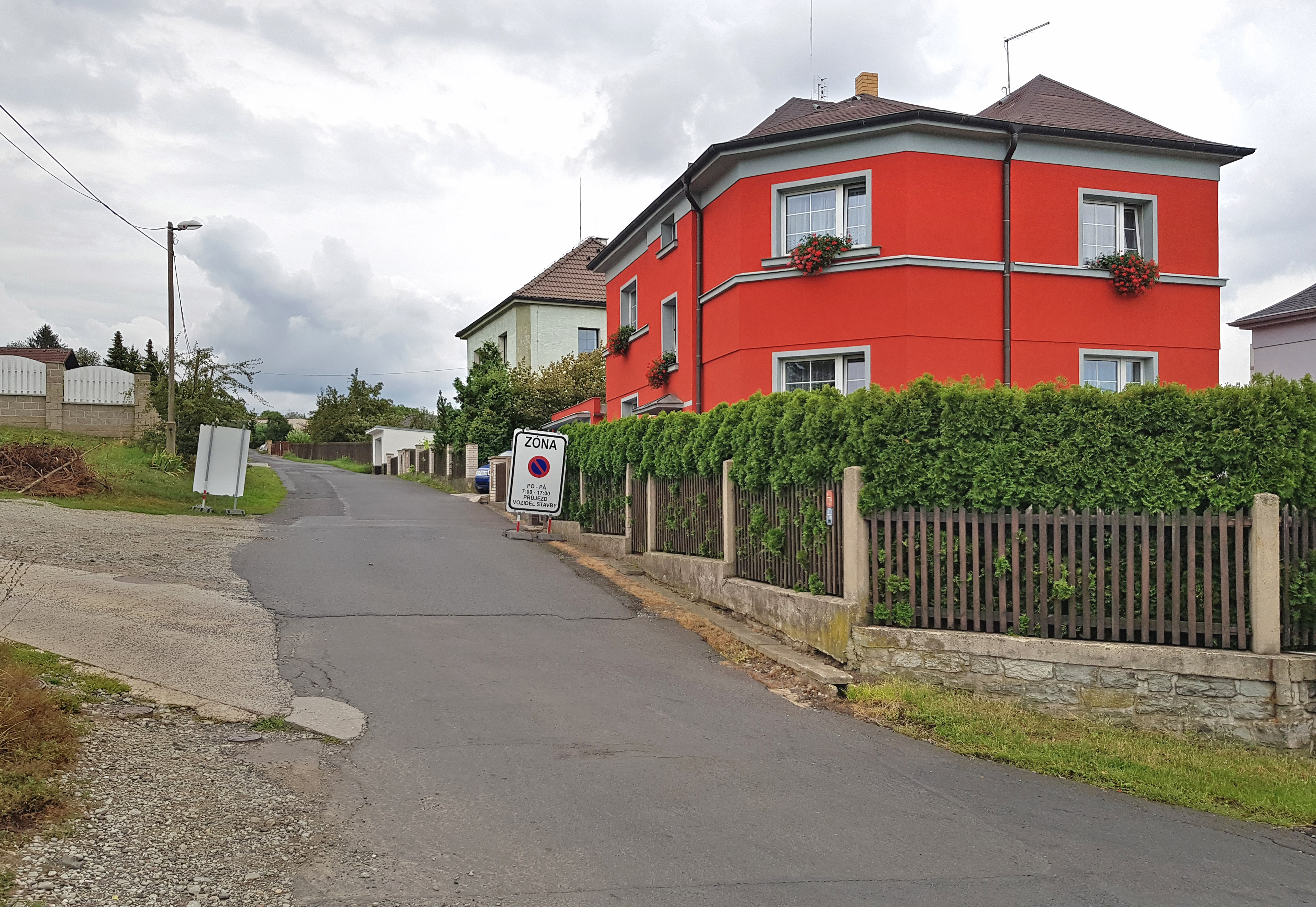
Lužická ulice